# الایت‌گروپ کامپیوتر سیستمز
الایت‌گروپ کامپیوتر سیستمز (به انگلیسی: Elitegroup Computer Systems) در سال ۱۹۸۷ میلادی در شهر تایپه کشور تایوان تأسیس گردید. این شرکت سازنده سخت‌افزار کامپیوتر است که از معروف‌ترین محصولات این شرکت می‌توان به مادربرد اشاره کرد. الایت گروپ پنجمین شرکت بزرگ تولید کننده مادربرد در جهان است.